# Aeroportul Oudomsay
Aeroportul Oudomsay (IATA: ODY, ICAO: VLOS) este un aeroport din Udomsai⁠(d), Laos.
Situat la o altitudine de 155 m, aeroportul dispune de o singură pistă.